# Зовнішня політика Італії
Зовнішня політика Республіки Італія — це загальний курс Італії в міжнародних справах. Зовнішня політика регулює відносини Італії з іншими державами. Реалізацією цієї політики займається міністерство справ Італії. Географічно Італія розташовується в Європі і вважається великою західною державою з моменту її об'єднання у 1861 році. Основними її союзниками є держави члени НАТО та ЄС, учасником яких виступає й Італія.
Італія відіграє особливу роль у християнському світі, оскільки Рим є резиденцією Папи Римського і центром Католицької Церкви. Італія виступає посередником у ізраїльсько-палестинському конфлікті та володіє військовою міццю, координуючи свою діяльність на Близькому Сході та в усьому світі в рамках миротворчих місій, долучається до боротьби із організованою злочинністю, незаконною торгівлею наркотиками, торгівлею людьми, піратством та тероризмом . В даний час Італія командує різними багатонаціональними силами. Країна також відіграє значну роль на території колишніх колоній Італійської імперії і вважається ключовим гравцем середземноморського регіону.

## Історія

Етапи об'єднання Італії протягом 1829–71

Ризоргіменто (The Risorgimento) — період 1830—1870 рр., що дав поштовх появі національної свідомості італійців, національно-визвольний рух італійського народу проти іноземного панування, за об'єднання роздробленої Італії. Італія здобула незалежність від Австрії, Бурбонів та Папи Римського, забезпечивши передумови для національного об'єднання. Папство закликало Францію протистояти об'єднанню, побоюючись, що відмова від контролю над Папськими державами послабить Церкву і дозволить лібералам домінувати над консервативними католиками. Проте Італія захопила Рим вже у 1870 р., а згодом утворила Троїстий союз (1882 р.) з Німеччиною та Австрією.
Італія розгромила Османську імперію в 1911—1912 роках. В 1914 році Італія здобула колонію в Африці на узбережжі Червоного моря (Еритрея), отримала протекторат над Сомалі та адміністративну владу в колишній турецькій Лівії . За межами Африки Італія здійснила невеличку поступку в Тієнціні в Китаї (після Боксерського питання) та на островах Додеканез біля узбережжя Туреччини.
Австрія перейшла в наступ проти умов Троїстого союзу, а Італія вирішила взяти участь у Першій світовій війні як союзна держава з Францією та Великою Британією.
Два лідери, прем'єр-міністр Антоніо Саландра та міністр закордонних справ Сідні Сонніно прийняли рішення: їх основною мотивацією було захоплення Австрійської території, яку таємно пообіцяли Велика Британія та Франція в рамках Лондонського договору 1915 року . Також Італія окупувала південну Албанію і встановила протекторат над Албанією, який проіснував до 1920 року. Союзники розгромили Австрійську імперію в 1918 році, а Італія стала однією з головних переможців війни.
На Паризькій мирній конференції в 1919 р. Прем'єр-міністр Вітторіо Емануеле Орландо зосередився виключно на територіальному питанні, проте не досяг бажаного: йому було відмовлено в керівництві над містом Фіуме. Велика Британія, Франція та США відмовилися приєднати Далмазію та Албанію до Італії, як це було обіцяно Лондонським договором. Велика Британія, Франція та Японія розділили німецькі заморські колонії на власні мандати, виключаючи будь-які права Італії на це. Італія також не здобула жодної території від розпаду Османської імперії .
В Італії спалахнули громадянські заворушення між націоналістами, які підтримували військові дії і виступали проти того, що вони називали «пом'якшеною перемогою», і лівих, які виступали проти війни.
Фашистський уряд, який прийшов до влади разом з Беніто Муссоліні в 1922 р., прагнув збільшити чисельність італійської імперії та задовольнити претензії італійських іредентистів.
У 1935–36 рр., Друга італо-ефіопська війна пройшла успішно для Італії, вона об'єднала свої нові завоювання з власними східно-африканськими колоніями.
У 1939 р. Італія вторглася в Албанію та включила її до свого складу.
Під час Другої світової війни (1939–45) Італія утворила вісь-союз з Японією та Німеччиною і окупувала декілька територій (наприклад, частини Франції, Греції, Єгипту та Тунісу), але змушена була за кінцевим мирним договором відмовитися від усіх своїх колоній і протекторатів.
Після громадянської війни та економічної депресії, спричиненої Другою світовою війною, Італія насолоджувалася економічним дивом, європейською інтеграцією та вступом до НАТО . Італії було надано кредит довіри Організації Об'єднаних Націй щодо управління Сомалілендом в 1950 році. Коли Сомалі стала незалежною в 1960 році, багаторічному досвіду Італії з колоніалізмом прийшов кінець.

## Відносини по регіонах та країнах

### Африка
| Країна            | Початок офіційних відносин | Примітки |
| ----------------- | -------------------------- | --- |
| Алжир             |                            | - Алжир має посольство в Римі. - Італія має посольство в Алжирі . |
| Коморські острови |                            | - Коморські острови представлені в Італії своїм посольством у Парижі, Франція та почесним консульством у Римі . - Італію представляють в Коморських островах посольство в Дар-ес-Саламі, Танзанія та почесне консульство в Анжуані . |
| Єгипет            |                            | - Відносини між обома країнами були встановлені ще в період Римської імперії. Однак у Другій світовій війні ситуація ускладнилась, коли Італія вторглась в Єгипет. Однак після війни відносини відновились і стали тіснішими. - Єгипет має представництва в Римі та Мілані, тоді як Італія має представництва в Каїрі та Олександрії, також обидві країни є членами Союзу Середземномор'я . - Відносини погіршилися після викрадення та вбивства італійського студента Джуліо Регені . Єгипет звинуватив італійську владу та громадську думку у відсутності прозорості. |
| Еритрея           |                            | - Еритрея має посольство в Римі. - Італія має посольство в Асмарі . |
| Ефіопія           |                            | - Ефіопія має посольство в Римі. - Італія має посольство в Аддис-Абебі . |
| Кенія             | 1963 рік                   | - Відносини були офіційно встановлені після того, як Кенія здобула незалежність від панування Великої Британії. - В Італії є посольство в Найробі та 2 консули в Малінді та Момбасі . - Кенія має посольство в Римі. |
| Лівія             | 1947, 2011                 | - У період з 1911 по 1947 рік Лівія була італійською колонією . - Італія має посольство в Триполі . - Лівія має посольство в Римі та 2 загальні консульства (у Мілані та Палермо). - 4 квітня 2011 року міністр закордонних справ Франко Фраттіні заявив, що Італія вирішила визнати Національну перехідну раду в східному лівійському місті Бенгазі своїм «єдиним законним співрозмовником» у Лівії. |
| Мавританія        |                            | - Італія представлена в Мавританії своїм посольством у Рабаті, Марокко . - Мавританія має посольство в Ромі . |
| Сомалі            |                            | - Відносини датуються періодом Римської імперії, століттями до встановлення італійського Сомаліленду. - Італія визнає і підтримує Федеральний уряд Сомалі . - Сомалі має посольство в Римі . - Планується, що Італія знову відкриє своє посольство в Могадішо. |
| Північна Африка   | 1929 рік                   | - Італія має посольство в Преторії, консульство в Йоганнесбурзі, 2 консульства (у Кейптауні та Дурбані) та 2 почесні консульства (у Східному Лондоні та Порт-Елізабет). - Південна Африка має посольство в Римі, генеральне консульство в Мілані та 7 почесних консульств (у Барі, Болоньї, Флоренції, Генуї, Неаполі, Трієсті та Венеції). - У Південній Африці проживає близько 35 000 людей італійського походження . - Міністерство закордонних справ Південної Африки щодо відносин з Італією [Архівовано 5 квітня 2009 у Wayback Machine.]                        |
| Туніс             | 1957 рік                   | - Італія має посольство в Тунісі та 3 почесні консульства (у Бізерті, Сфаксі та Сусі). - Туніс має посольство в Римі, загальне консульство в Палермо, 3 консульства (у Генуї, Мілані та Неаполі) та 2 почесні консульства (у Барі та Новарі). - Обидві країни є повноправними членами Союзу для Середземномор'я . - До незалежності існувала важлива італійська громада, яка жила в Тунісі . - Міністерство закордонних справ Тунісу щодо відносин з Італією (лише французькою мовою)                                                                                   |

### Америка
| Країна     | Початок офіційних стосунків | Примітки |
| ---------- | --------------------------- | --- |
| Аргентина  | 1837                        | - Аргентина має посольство в Римі та Генеральне консульство в Мілані. Італія має посольство в Буенос-Айресі і генеральні консульства в Баїя-бланку, Кордові, Ла-Платі і Росаріо, а також консульства в Мар-дель-Платі і Мендосі. - Див. також: Italian Argentine |
| Беліз      | 01.10.1982                  | - Обидві країни встановили дипломатичні відносини 1 жовтня 1982 року. - Беліз має 2 почесних консульства в Палермо і Мілані. - Італія представлена в Белізі через своє посольство і почесне консульство в Мехіко. |
| Бразилія   | 1861                        | - Бразилія має посольство в Римі і Генеральне консульство в Мілані. - Італія має посольство в Бразилії і генеральні консульства в Куритибі, Порту-Алегрі, Ріо-де-Жанейро і Сан-Паулу, а також консульства в Белу-Орізонті і Ресіфі. |
| Канада     | 1947                        | - Канада має посольство в Римі і 2 консульства (в Мілані і Удіне). - Італія має посольство в Оттаві, 3 генеральних консульства (в Монреалі, Торонто і Ванкувері). Обидві країни є повноправними членами Організації економічного співробітництва і розвитку, Великої сімки і НАТО. В Канаді проживає близько 1 500 000 чоловік італійського походження. - Міністерство закордонних справ і міжнародної торгівлі Канади про відносини з Італією |
| Чилі       | 1864                        | - Чилі має посольство в Римі і Генеральне консульство в Мілані. - Італія має посольство в Сантьяго |
| Колумбія   | 1847                        | - Колумбія має посольство в Римі і Генеральне консульство в Мілані. - Італія має посольство представлене військовим аташе в Боготі і три почесних консульства в Барранкильї, Калі і Картахені. |
| Коста-Рика |                             | - Коста-Рика має посольство в Римі. - Італія має посольство в Сан-Хосе, Коста-Рика. http://www.ambsanjose.esteri.it/Ambasciata_SanJose [Архівовано 18 жовтня 2016 у Wayback Machine.] |
| Куба       |                             | - Куба має посольство в Римі. Італія має посольство в Гавані. |
| Домінікана |                             | - Італія представлена в Домінікані своїм посольством в Каракасі, Венесуела. |
| Сальвадор  |                             | - Сальвадор має посольство в Римі і Генеральне консульство в Мілані. - Італія має посольство в Сан-Сальвадорі. |
| Гренада    |                             | - Італія представлена в Гренаді своїм посольством в Каракасі, Венесуела. - Гренада має почесне консульство у Флоренції. |
| Гуяна      | 1967                        | Обидві країни встановили дипломатичні відносини 12 квітня 1967. |
| Мексика    | 1874                        | - Відносини були встановлені в 1874 році після об'єднання Італії. Дипломатичні відносини були розірвані під час Другої світової війни, коли Мексика оголосила війну державам осі. Відносини були відновлені в 1946 році. - Мексика має посольство в Римі і консульство в Мілані. - Італія має посольство в Мехіко. Обидві країни є членами G-20 та Організації економічного співробітництва та розвитку. - Див.також: Italian immigration to Mexico |
| Парагвай   | 1867                        | - Італія має посольство в Асунсьйоні. - Парагвай має посольство в Римі. |
| Перу       | 23.12.1974                  | - Італія і Перу мають довгу і дуже багату історію культурних і політичних зв'язків. - Італія має посольство в Лімі. - Перу має посольство в Римі та генеральні консульства у Флоренції, Генуї, Мілані і Турині. - У Перу проживає від 500 000 до 900 000 чоловік італійського походження. - Міністерство закордонних справ Перу про відносини з Італією (тільки іспанською мовою)) |
| Уганда     | 1962                        | Обидві країни встановили дипломатичні відносини в 1962 році. |
| США        | 1861–04-11                  | Див. Відносини Італії та США - Сполучені Штати мають особливі відносини з Італією, оскільки остання зазнала поразки у Другій світовій війні та була таємним полем битви холодної війни. - Італія і США є союзниками по НАТО і співпрацюють в Організації Об'єднаних Націй, в різних регіональних організаціях і на двосторонній основі. Італія тісно співпрацює зі Сполученими Штатами та іншими країнами з таких питань, як операції НАТО та ООН, а також щодо допомоги новим незалежним державам; у близькосхідному мирному процесі; у сфері багатосторонніх переговорів. - Згідно з давніми двосторонніми угодами, що випливають з членства в НАТО, Італія дала дозвіл на розміщення збройних сили США у Віченці і Ліворно (армія); авіаносця у Авіано (повітряні сили); міста Сігонелла, Гаета і Неаполь — стали портами для Шостого флоту ВМС США. - Сполучені Штати як і раніше мають близько 16 000 військовослужбовців, дислокованих в Італії. Військовий коледж НАТО розташований в Чекчиньйолі, район Риму. - Крім того, тривають розслідування вбивства військовослужбовцями Сполучених Штатів офіцера італійської військової розвідки Ніколи Каліпарі під час звільнення Джуліани Сарени та викраденні і застосуванні тортур до підозрюваного в тероризмі Абу Омара агентами ЦРУ. |
| Уругвай    | 1861                        | - Італія має посольство в Монтевідео і 4 почесних консульства (в колонії, Мальдонадо, Мело і Пайсанду). - Уругвай має посольство в Римі, Генеральне консульство в Мілані і 4 почесних консульства (в Болоньї, Генуї, Ліворно і Падуї). - В Уругваї проживає близько 1 500 000 чоловік італійського походження |
| Венесуела  | 1861                        | - Італія має посольство в Каракасі і консульство в Маракайбо. - Венесуела має посольство в Римі і генеральні консульства в Мілані і Неаполі. |

### Азія
| Країна         | Початок дипломатичних відносин | Нотатки |
| -------------- | ------------------------------ | --- |
| Афганістан     | ~1919                          | - Афганістан має посольство в Римі, яке було створено як представництво в 1921 році і було перетворено в посольство в 1960 році. - Італія має посольство в Кабулі. - Італія була однією з перших країн, які визнали суверенітет Афганістану, після визнання його в 1919 році Радянським Союзом. - Після зближення Німеччини в 1935 році з Афганістаном, Італія також встановила тісні відносини. Афганістан чинив опір закликам Москви та Лондона вигнати італійський і німецький дипломатичні корпуси з його території протягом більшої частини Другої світової війни. - Італія служила місцем заслання для двох колишніх афганських королів, Аманулли хана (повалений в 1929 році) і Мухаммеда Захір-Шаха (повалений в 1973 році). |
| Арменія        |                                | - Вірменія має посольство в Римі. - Італія має посольство в Єревані і почесне консульство в Гюмрі. - Італія визнала Геноцид вірмен в 2000 році. - В Італії проживає близько 2500 осіб вірменського походження. |
| Азербайджан    |                                | - Азербайджан має посольство в Римі. - Італія має посольство в Баку. |
| Бангладеш      | ~1972                          | Відносини між двома країнами були чудовими. Бангладеш є величезним імпортним ринком для Італії. Італія має посольство в Дацці. Бангладеш має посольство в Римі. |
| Китай          | 1970                           | Див. відносини Китай - Італія У 2005 році Італія і Китайська Народна Республіка відзначили 35-у річницю встановлення дипломатичних відносин між двома країнами. Проте, масовий експорт Китаю текстилю та взуття до Італії, як кажуть, є зростаючою проблемою для економіки Італії та її продуктивності. |
| Грузія         |                                | Див. Грузія-Італія відносини - Грузія має посольство в Римі. - Італія має посольство в Тбілісі - Міністерство закордонних справ Грузії про відносини з Італією |
| Індія          | 1950                           | - Індія має посольство в Римі. - Італія має посольство в Нью-Делі. і Генеральне консульство в Мумбаї - У 2012 році відносини погіршилися після справи Енріке Лексі [Архівовано 5 березня 2022 у Wayback Machine.] |
| Індонезія      | 1952                           | - Обидві країни продемонстрували сильне бажання поліпшити свої відносини, особливо в області міжкультурного взаєморозуміння і торгівлі. - Індонезія визнає стратегічне становище Італії та її важливу роль у центрі Середземноморського регіону, в той час як Італія підтримує відносини з Індонезією і вважає Індонезію лідером в Південно-Східній Азії. - Відносини між двома країнами важливі не тільки для того, щоб з'єднати дві регіональні спільноти: Європейський Союз і АСЕАН, але і життєво важливі як міжкультурний і міжконфесійний діалог. - Індонезія має посольство в Римі, проте також акредитована на Мальті, Кіпрі, Сан-Марино, в той час як Італія має посольство у Джакарті. |
| Іран           |                                | У 2001 році товарообіг між Іраном та Італією склав 2,7 млрд.дол. США, а в 2003 році-3,852 млрд євро. У 2005 році Італія була третім за величиною торговим партнером Ірану з 7,5 % всього експорту в Іран. Італія була головним торговим партнером Ірану в Європейському Союзі на початку 2006 року. Комерційні біржі досягли 6 мільярдів євро в 2008 році. Хоча Італія вкриває велика кількість членів МКО, як і багато держав Європейського союзу, Італія офіційно вважає цю групу терористичною організацією. |
| Ірак           |                                | Ірак має посольство в Римі, а Італія-посольство в Багдаді і Генеральне консульство в Басрі. |
| Ізраїль        | 1948                           | - Італія має посольство в Тель-Авіві, два генеральних консульства в Західному і Східному Єрусалимі і 4 почесних консульства (в Беер-Шеві, Ейлаті, Хайфі та Назареті). - Ізраїль має посольство в Римі. - Обидві країни є повноправними членами Середземноморського союзу. - Див. також Італійські євреї |
| Японія         | 1867-03-31                     | Обидві країни були союзниками Німеччини під час Другої Світової Війни (хоча Королівство Італія покинуло альянс в 1943 році, контрольована Німеччиною Італійська соціальна республіка приєдналася до нього в тому ж році), а також союзниками під час Холодної війни зі Сполученими Штатами. Італія має посольство в Токіо, Генеральне консульство в Осаці і 3 почесних консульства (в Хіросімі, Нагоя і Окінаві). Японія має посольство в Римі, Генеральне консульство в Мілані. Міністерство закордонних справ Японії про відносини з Італією |
| Казахстан      | 1992                           | - У 2017 році товарообіг між Казахстаном та Італією склав $ 9,6 млрд, що на 13,5 % більше, ніж у 2016 році. |
| Ліван          |                                | Див. Італія — Ліван відносини - Обидві країни є членами Середземноморського союзу. Ліван відкрив представництво в 1946 році, яке було перетворено в посольство в 1955 році. Обидві країни підписали договір про дружбу, співпрацю і судноплавство в 1949 році. Італія підтримала відновлення Лівану після укладення Таефської угоди. |
| Малайзія       |                                | Див. Італія — Малайзія відносини - Італія має посольство в Куала-Лумпурі. - Малайзія має посольство в Римі. |
| Північна Корея | 2000-01-04                     | Див. Італія - Північна Корея відносини |
| Пакистан       |                                | Пакистан І Італія підтримують тісні відносини у всіх областях. Обидві країни формально мають дружні зовнішні відносини. В Італії проживає більше 100 000 пакистанців, в основному в Мілані і Брешії. Пакистан має посольство в Римі і Генеральне консульство в Мілані для представництва Італія має посольство в Ісламабаді, генеральне консульство в Карачі і почесне консульство в Лахорі. |
| Філіппіни      | 1947                           | Див. Італія - Філіппіни відносини - Двосторонні і дипломатичні відносини між Італією і Філіппінами встановлені в 1947 році. - Договір про дружбу був підписаний в Римі і ратифікований в грудні 1948 року. - Італія має посольство в Манілі, а Філіппіни-в Римі. |
| Катар          |                                | Див Італія - Катар відносини - Катар має посольство в Римі. - Італія має посольство в Досі. |
| Південна Корея | 26.07.1884                     | - Встановлення дипломатичних відносин між Італійською Республікою та Республікою Корея почалося 26 червня 1884 року, а відновлення дипломатичних відносин відбулося 24 листопада 1956 року. - Італія має угоду про робочу програму відпочинку з Південною Кореєю. - Під час Корейської війни Італія направила медичний персонал, щоб допомогти Південній Кореї. - Посольство Італії в Сеулі. - Посольство Південної Кореї в Римі. - Двостороння торгівля в 2014 році Експорт 3,473,000,000 доларів США Імпорт 6,260,000,000 доларів США - Двосторонні інвестиції в 2014 році Інвестиції Південної Кореї в Італію 654,000,000 USD Інвестиції Італії в Південну Корею 539,000,000 USD - Число південнокорейців, які проживають в Італії, в 2012 році склало близько 4054 осіб. - Прем'єр-міністр Італії Маріо Монті відвідав Сеул в березні 2012 року. (Взяв участь у Сеульському саміті з ядерної безпеки) - Президент Республіки Корея Пак Кин Хе відвідав Рим у жовтні 2014 року. - З 20 по 24 листопада 2011 54 італійські компанії підписали торговельні контракти з компаніями Пд. Кореї, 8 торгових асоціацій і торгових палат і 7 банків провели більше 300 зустрічей зі 139 корейськими компаніями. Заходи були організовані Конфіндустрією (Федерація роботодавців Італії), італійською банківською Асоціацією (ABI), Міністерством економічного розвитку (MiSE) і Міністерством закордонних справ (MFA). Вона проходила у формі семінарів, майстер-класів, B2B зустрічей та інституційних заходів, а також відвідувань представництв корейської промисловості. Це була перша структурована ініціатива з широким представництвом бізнесу в Кореї з боку італійської економічної системи з моменту набрання чинності Угоди про вільну торгівлю між ЄС та Кореєю. |
| Таїланд        | 1870                           | Італія має посольство в Бангкоку і два почесних консульства (в Чіангмаї та Пхукеті). Таїланд має посольство в Римі. |
| Туреччина      | 1856                           | Італія має посольство в Анкарі, Генеральне консульство в Стамбулі, консульство в Ізмірі і 3 почесних консульства в Бурсі, Анталії та Іскендеруні. Туреччина має посольство в Римі і Генеральне консульство в Мілані. Обидві країни є повноправними членами НАТО і Середземноморського союзу. У 2006 році Туреччина та Італія відзначили 150-річчя встановлення дипломатичних відносин. Туреччина є головним напрямком для італійських туристів. Міністерство закордонних справ Туреччини про відносини з Італією [Архівовано 24 вересня 2019 у Wayback Machine.] |
| В'єтнам        | 1973-03-23                     | Італія має посольство в Ханої і генеральне консульство в Хошиміні. В'єтнам має посольство в Римі. Міністерство закордонних справ В'єтнаму про відносини з Італією [Архівовано 24 вересня 2019 у Wayback Machine.] |

### Європа
| Країна                                | Початок дипломатичних відносин | Нотатки |
| ------------------------------------- | ------------------------------ | --- |
| Албанія                               | 1912                           | Див. Албанія - Італія відносини Королівство Італія підтримало Декларацію незалежності Албанії в 1912 році. Національні людиІталійський протекторат над АлбанієюАлбанське Королівство (1939—1943)Італійські колоністи в Албанії - Албанія має посольство в Римі і Генеральне консульство в барі і Мілані. Італія має посольство в Тирані і консульства в Гірокастрі, Шкодрі, Влері. Італія та Албанія мають схожі історичні, політичні та культурні корені. Албанія є домом для 20 000 італійських мігрантів і має 5 000 італійських корінних громад. В Італії проживає корінна громада Арбереше, в тому числі до 900 000 албанських іммігрантів. Італійська мова є третім найбільш поширеною мовою Албанії, після албанського і грецького. Італія вважається одним з найсильніших союзників Албанії, особливо в рамках Європейського Союзу. Албанська мова є видатною мовою в Італії з албанськими іммігрантами, що говорять албанською мовою у великій кількості поверх більш ніж 800 000 італійців, які говорять на діалекті Арбереші албанської мови. |
| Андорра                               |                                | Італія представлена в Андоррі через своє посольство в Мадриді (Іспанія) і почесне консульство в Андоррі-ла-Велья. |
| Австрія                               |                                | Див. відносини Австрія - Італія - Обидва народи входили до складу Австрійської імперії. Австрія має посольство в Римі, генеральне консульство в Мілані і 10 почесних консульств (в Барі, Болоньї, Флоренції, Генуї, Неаполі, Палермо, Трієсті, Турині, Венеції і Вероні). * Італія має посольство у Відні, консульство в Інсбруку і 5 почесних консульств (в Граці, Клагенфурті, Лінці, Ранквейлі і Зальцбурзі). |
| Білорусь                              |                                | Білорусь має посольство в Римі і 2 почесних консульства (в Неаполі і Турині). Італія має посольство в Мінську. |
| Бельгія                               |                                | Бельгія має посольство в Римі і Генеральне консульство в Мілані. Італія має посольство в Брюсселі, 2 генеральних консульства (в Шарлеруа і Льєжі) і 2 консульства (в Генку і Монсі). Обидві країни є повноправними членами Організації економічного співробітництва і розвитку, Європейського Союзу і НАТО. В Бельгії проживає близько 172 000 чоловік італійського походження. |
| Боснія і Герцеговина                  |                                | Італія має посольство в Сараєво і почесне консульство в Баня-Луці. |
| Болгарія                              | 1879                           | Див Болгарія - Італія Відносини - Болгарія має посольство в Римі, генеральне консульство в Мілані і 6 почесних консульств (в Анконі, Флоренції, Генуї, Неаполі, Турині та Тревізо). Італія має посольство в Софії і почесне консульство в Пловдиві і Стара Загора. |
| Хорватія                              | 1992-01-17                     | Див. Хорватія - Італія відносини - Хорватія має посольство в Римі, 2 генеральних консульства (в Мілані і Трієсті) і 5 Почесних консульств (в барі, Флоренції, Монтемітро, Неаполі і Падуї).[19] Італія має посольство в Загребі, Генеральне консульство в Рієці, консульство в Спліті і 2 почесних консульства (в буї і Пулі).[20] Обидві країни є повноправними членами Ради Європи та Середземноморського Союзу. У Хорватії проживає близько 19 500 осіб італійського походження. В Італії проживає 21 360 хорватів. |
| Кіпр                                  |                                | Кіпр має посольство в Римі і 5 почесних консульств (в Генуї, Мілані, Неаполі, Перуджі і серпні). Італія має посольство в Нікосії і 2 почесних консульства (в Лімассолі та Ларнаці). Обидві країни є повноправними членами Європейського Союзу, Ради Європи та Середземноморського Союзу. Між двома країнами існують давні культурні та історичні зв'язки, оскільки Кіпр був частиною Римської Імперії і був Венеціанським Королівством, в той час як в Італії є грекомовні меншини. Кіпр визнає латинян, нащадків римсько-католицьких венеціанських сімей, які були поселені на острові, як захищене меншість, і надає представництво в парламенті. |
| Чехія                                 |                                | Чехія має посольство в Римі, генеральне консульство в Мілані і 5 почесних консульств (у Флоренції, Неаполі, Палермо, Удіне та Венеції). Італія має посольство в Празі і почесне консульство в Брно. Обидві країни є повноправними членами НАТО і Європейського Союзу. |
| Данія                                 |                                | - Данія має посольство в Римі і 16 консульств (в Анконі, Барі, Кальярі, Флоренції, Генуї, спеція, Ліворно, Мессіні, Мілані, Неаполі, Палермо, Сан-Ремо, Таорміні, Турині, Трієсті і Венеції). Італія має посольство в Копенгагені і два почесних віце-консульства в Ольборзі і Торсхавні. |
| Естонія                               |                                | Італія визнала Естонію 26 січня 1921 року. Італія знову визнала Естонію 27 серпня 1991 року. Естонія має посольство в Римі і шість почесних консульств (в Кальярі, Флоренції, Генуї, Мілані, Неаполі і Турині). Італія має посольство в Таллінні. Обидві країни є повноправними членами НАТО і Європейського Союзу. |
| Фінляднія                             |                                | Італія визнала незалежність Фінляндії 27 червня 1919 року. Італія представлена у Фінляндії через своє посольство в Гельсінкі і свої почесні консульства в Ханко, Ювяскюля, Котці, Куопіо, Оулу, Порі, Рованіємі, Тампере, Турку і Баші. Фінляндія має посольство в Римі, два почесних генеральних консульства у Мілані і Турині та інші почесні консульства в Генуї, Барі, Кальярі, катанні, Флоренції, Ліворно, Мессіні, Неаполі, Палермо, Ріміні, Трієсті і Венеції. |
| Франція                               |                                | - Італія має посольства в Парижі і консульства в Бордо, Ліон, Люрді, Марселі, Меці, Ніцці, Тулоні, Тулузі, Сен-Дені, Реюньйоні, Форт-де-Франсе (Мартиніка), Куру (Французька Гвіана), Пуент-а-Пітрі (Гваделупа), Нумеа (Нова Каледонія). - Франція має посольство в Римі і консульства в Анконі, Аосте, Барі, Болоньї, Бриндізі, Кальярі, катанні, Козенце, Флоренції, Генуї, спеція, Ліворно, Мілані, Неаполі, Палермо, Пармі, Перуджі, Пескарі, Реджо-Калабрії, Сассарі, Тренто, Трієсті, Турині, Венеції і Вентимілью. |
| Німеччина                             |                                | Зв'язки між цими двома народами можна простежити ще з часів, коли вони входили до складу Священної Римської Імперії Німецької Конфедерації. Дипломатичні відносини були встановлені після об'єднання Італії. Обидві країни мають дружні відносини і були членами Осі під час Другої світової війни, утворили альянс під час Холодної війни (Західна Німеччина) і є повноправними членами Європейського Союзу. - Італія має посольство в Берліні і консульства у Франкфурті, Фрайбурзі, Гамбурзі, Ганновері, Мюнхені, Нюрнберзі, Саарбрюккене та Штутгарті. - Німеччина має посольство в Римі і консульства в Мілані і Неаполі. |
| Греція                                | 1861                           | Обидві країни встановили дипломатичні відносини в 1861 році, відразу після об'єднання Італії. Відносини прекрасні, завдяки спільній спадщині та загальним інтересам обох країн. Більше двох тисячоліть спільної спадщини та греко-італійських відносин зміцнили зв'язки між двома країнами. Італія має посольство в Афінах і 15 почесних консульств в Александруполісі, Кефалонії, Ханьї, Хіосі, Корфу, Коринті, Яніні, Іракліоні, Кавалі, Ларисі, Патрах, Родосі, Салоніках, Санторіні і волосі. Греція має посольство в Римі, 2 генеральних консульства у Мілані і Неаполі, консульство у Венеції і 11 почесних консульств у Трієсті (генеральний), Турині (генеральний), Анконі, катанні, Ліворно, Барі, Болоньї, Бриндізі, Флоренції, Палермо, Перуджі і портове консульство в Генуї. Обидві країни є повноправними членами Ради Європи, Організації економічного співробітництва та розвитку, а також Європейського Союзу і НАТО. В Італії проживає близько 180 000 православних греків або людей грецького походження, більшість з яких проживає в Південній Італії і на Сицилії. Приблизно 200 000 римсько-католицьких італійців або людей італійського походження живуть у Греції, причому більшість з них проживає на Іонічних островах, в західній Греції і в столиці Афінах. |
| Ватикан                               |                                | Через розмір держави Ватикан, посольства, акредитовані при Святому Престолі, базуються на території Італії. Договори, підписані між Італією і державою Ватикан, дозволяють існування такі посольства. Посольство Італії при Святому Престолі унікальне серед іноземних посольств тим, що воно є єдиним посольством, що базується на його рідній території. Святий Престол підтримує офіційні дипломатичні відносини зі 176 суверенними державами, Європейським Союзом та Мальтійським орденом; 69 дипломатичних представництв, акредитованих при Святому Престолі, знаходяться в Римі, хоча ці країни мають два посольства в одному і тому ж місті, оскільки за згодою між Святим Престолом і Італією одна і та ж особа не може бути акредитована одночасно в обох. Про це наочно свідчить той факт, що Італія визнає Китайську Народну Республіку, і тому китайське посольство знаходиться в Римі. Однак держава-місто Ватикан визнає Тайвань, і тому посольство Тайваню при Святому Престолі також знаходиться в Римі. Оскільки Італія була першою країною, яка визнала Святий Престол суверенною державою, їх посольство було створено першим. |
| Угорщина                              |                                | - Угорщина має посольство в Римі, генеральне консульство в Мілані і 11 почесних консульств (в Барі, Болоньї, Флоренції, Генуї, Неаполі, Палермо, Перуджі, Трієсті, Турині, Венеції і Вероні). - Італія має посольство в Будапешті і 3 почесних консульства (в Ньїредьгазі, Пече і Сегеді). - Обидві країни є повноправними членами НАТО і Європейського Союзу. |
| Ісландія                              |                                | - Ісландія представлена в Італії через своє посольство в Парижі. - Італія представлена в Ісландії через своє посольство в Осло (Норвегія) і почесне консульство в Рейк'явіку. - Обидві країни є повноправними членами Ради Європи, НАТО та Організації економічного співробітництва та розвитку. |
| Ірландія                              |                                | - Ірландія має посольство в Римі і почесне консульство в Мілані. - Італія має посольство в Дубліні. і почесне консульство в Голуеї. - Обидві країни є повноправними членами Європейського Союзу та Ради Європи. |
| Косово                                |                                | Італія визнала Косово 21 лютого 2008 року. Італія має посольство в Приштині з 15 травня 2008 року. Косово тільки планує відкриє посольство в Римі. |
| Латвія                                | 1991-08-30                     | - Італія ніколи офіційно не визнавала анексію Прибалтики СРСР. - Обидві країни відновили свої дипломатичні відносини 30 серпня 1991 року. - З 1992 року Італія має посольство в Ризі. - Латвія має посольство в Римі і 7 почесних консульств (в Барі, Флоренції, Мілані, Модені, Неаполі, Палермо та Трієсті). - Обидві країни є повноправними членами НАТО і Європейського Союзу. |
| Ліхтенштейн                           |                                | Італія представлена в Ліхтенштейні через своє посольство в Берні (Швейцарія) |
| Литва                                 |                                | Італія має посольство у Вільнюсі. Литва має посольство в Римі і 6 почесних консульств (в Барі, Кальярі, Генуї, Мілані, Турині та Венеції). Обидві країни є повноправними членами НАТО і Європейського Союзу. Міністерство закордонних справ Литви: перелік двосторонніх договорів з Італією (тільки литовською мовою) |
| Люксембург                            | 1902                           | - Італія має посольство в Люксембурзі. - Люксембург має посольство в Римі і 9 почесних консульств (у Флоренції, Генуї, Мілані, Неаполі, Палермо, Перуджі, Річчоне, Турині та Венеції). - Обидві країни є повноправними членами Організації економічного співробітництва і розвитку, Європейського Союзу і НАТО. - У Люксембурзі проживає близько 19 000 чоловік італійського походження. |
| Мальта                                |                                | - Обидві країни встановили офіційні дипломатичні відносини незабаром після здобуття Мальтою незалежності. - Італія має посольство у Валлетті. - Мальта має посольство в Римі і 18 почесних консульств (в Барі, Болоньї, Брешії, Кальярі, катанні, Генуї, Аквілі, Ліворно, Мілані, Неаполі, Палермо, Перуджі, Реджо-Калабрії, Савоні, Сіракузах, Турині, Трієсті і Венеції). - Обидві країни є повноправними членами Європейського Союзу і Середземноморського союзу. |
| Молдова                               |                                | Див. Молдова-Італія відносини - Італія відкрила посольство в Кишиневі. Фактичним послом Італії в Молдові з резиденцією в Бухаресті є Даніеле Манчіні. - Посольство Республіки Молдова в Римі [Архівовано 21 липня 2009 у Wayback Machine.] - Посольство Італії в Бухаресті - Міністерство закордонних справ Республіки Молдова [Архівовано 5 жовтня 2008 у Wayback Machine.] - Міністерство закордонних справ Італії [Архівовано 2 лютого 2016 у Wayback Machine.] |
| Монако                                |                                | Італія має посольство в Монако. Монако має посольство в Римі і почесне консульство у Венеції. |
| Чорногорія                            | 2006-06-14                     | - Італія визнала незалежність Чорногорії 14 червня 2006 року. - Чорногорія має посольство в Римі. - Обидві країни є повноправними членами Середземноморського союзу і Ради Європи. |
| Нідерланди                            |                                | - Нідерланди мають посольство в Римі, генеральне консульство в Мілані і 14 почесних консульств (в Анконі, Барі, Болоньї, Кальярі, катанні, Флоренції, Генуї, Ліворно, Неаполі, Палермо, Трієсті, Турині, Венеції і Вероні). - Італія має посольство в Гаазі, генеральне консульство в Амстердамі і почесне консульство в Виллемстаде (острів Кюрасао). - Обидві країни є повноправними членами Організації економічного співробітництва і розвитку, Європейського Союзу і НАТО. Міністерство закордонних справ Нідерландів про відносини з Італією (тільки голландською мовою) |
| Північна Македонія                    | 1991                           | Італія має посольство в Скоп'є Північна Македонія має посольство в Римі. |
| Норвегія                              |                                | Італія має посольство в Осло і консульства в Олесунні, Бергені, Ставангері, Тромсе і Тронхеймі |
| Польща                                | 1919                           | У 1918 році Італія стала першою країною в Європі, яка визнала суверенітет Польщі. Італія має посольство у Варшаві та 2 почесних консульства (у Гдині та Кракові). Польща має посольство в Римі і 2 генеральних консульства (в Катаннії і Мілані). Обидві країни є повноправними членами Ради Європи, Організації економічного співробітництва і розвитку, НАТО і Європейського Союзу. В Італії проживає близько 50 000 поляків. Найбільшою релігією обох країн є римський католицизм. |
| Португалія                            |                                | Італія має посольство в Лісабоні і консульства в Фару, Фуншале і Порту. Португалія має посольство в Римі і почесні консульства в Мілані, Турині, Венеції, Трієсті, Генуї, Флоренції, Ліворно, Неаполі, Барі та Палермо. |
| Румунія                               | 1873-04-23                     | Див. Італія - Румунія відносини - Італія має посольство в Бухаресті, Генеральне консульство в Тімішоарі і 4 почесних консульства (в Клуж-Напоці, Констанці, крайові і П'ятра-Нямце). Румунія має посольство в Римі, генеральне консульство в Мілані і 3 почесних консульства (у Флоренції, Генуї та Тревізо). Обидві країни є повноправними членами НАТО і Європейського Союзу. В Італії проживає від 750 000 до 1 000 000 чоловік румунського походження. - Див. також Italians of Romanian descent |
| Росія                                 |                                | Див Італія–Росія відносини Росія має посольство в Римі і консульства в Генуї, Мілані і Палермо, а Італія має посольство в Москві, консульство в Санкт — Петербурзі, два генеральних консульства (в Єкатеринбурзі і Калінінграді) і два відділення посольства в Самарі і Волгограді. Обидві країни є повноправними членами Ради Європи та Організації з безпеки і співробітництва в Європі. Росія підтримує тісні відносини з Італією. У 2006 році Росія і Італія підписали протокол про співпрацю в галузі боротьби зі злочинністю і захисту громадянських свобод. Між двома країнами існують тісні торговельні зв'язки. Італія є другим важливим комерційним партнером Росії в ЄС після Німеччини. а її державна енергетична компанія ENI нещодавно підписала дуже важливий довгостроковий контракт з «Газпромом» на імпорт російського газу в Італію. Відносини між Росією та Італією мають давню історію. Вже в 1960-х роках італійський концерн FIAT побудував автоскладальний завод в Радянському місті Тольятті (місто, назване на честь секретаря італійської Компартії Пальміро Тольятті). Росіяни завжди відвідували Італію у великій кількості. Багато російських студентів щорічно приїжджають до Італії, щоб вивчати мистецтво і музику. На відміну від багатьох інших західноєвропейських країн, Італія традиційно завжди підтримувала хороші відносини з Росією, навіть за радянських часів. Зокрема, уряд Сільвіо Берлусконі (2001—2006) зміцнив зв'язки Італії з Росією, завдяки його особистій дружбі з президентом Володимиром Путіним. Співробітництво поширюється також на авіаційний сектор, між італійською компанією Alenia і російською Sukhoi, які спільно розробляють новий літак. Довгий час в Італії існувала найбільша Комуністична партія в західному регіоні, що налічувала більше 2 мільйонів членів. |
| Сан-Марино                            |                                | Італія має посольство в Сан-Марино. У Сан-Марино є посольство в Римі. |
| Сербія                                | 1879                           | Італія має посольство в Белграді. Сербія має посольство в Римі і 2 генеральних консульства (в Мілані і Трієсті). В Італії проживає близько 55 000 чоловік сербського походження. Міністерство закордонних справ Сербії про відносини з Італією [Архівовано 19 травня 2011 у Wayback Machine.] |
| Словаччина                            |                                | - Італія має посольство в Братиславі |
| Словенія                              |                                | Італія має посольство в Любляні і консульство в Копері. |
| Іспанія                               |                                | Див. Італія - Іспанія відносини Обидві країни встановили дипломатичні відносини після об'єднання Італії. Відносини між Італією та Іспанією залишалися сильними і дружніми протягом століть завдяки різним політичним, культурним та історичним зв'язкам між двома країнами. |
| Швеція                                |                                | Італія має посольство в Стокгольмі і консульства в Гетеборзі, Карлстаді, Лулео, Мальме, Сундсвалле і Умео. |
| Швейцарія.                            |                                | Див. Швейцарія - Італія відносини |
| Україна                               | 1992                           | Італія має посольство в Києві. Україна має посольство в Римі, генеральне консульство в Мілані і 4 почесних консульства (в Барі, Флоренції, Генуї, Неаполі, Падуї і Реджо-Калабрії). Обидві країни є повноправними членами Ради Європи. В Італії проживає близько 120 000 чоловік українського походження. |
| Сполучене королівство Велика Британія |                                | Див. Італія - Велика Британія відносини Будучи вороги під час Другої світової війни, Велика Британія та Італія, як правило, користувалися теплими і дружніми відносинами протягом всієї історії. Обидві держави є членами Європейського Союзу, НАТО, ОБСЄ та G8 Від 4 до 5 мільйонів британських туристів відвідують Італію щороку, в той час як 1 мільйон італійських туристів відвідують Велику Британію. В Італії проживає близько 19 000 британських громадян, а у Великій Британії-700 000 італійців, половина з яких зареєстрована в AIRE. |

### Океанія
| Країна        | Початок офіційних стосунків | Примітки |
| ------------- | --------------------------- | --- |
| Австралія     |                             | Дивіться відносини Австралії та Італії - В Австралії є посольство в Римі та генеральне консульство в Мілані. - Італія має посольство в Канберрі, 2 загальні консульства (в Мельбурні та Сіднеї) та 3 консульства (в Аделаїді, Брисбені та Перті). - В Австралії проживає близько 850 000 людей італійського походження (див. Італійський австралійський) - Міністерство закордонних справ і торгівлі Австралії про відносини з Італією [Архівовано 28 березня 2014 у Wayback Machine.] |
| Нова Зеландія |                             | - Італія має посольство у Веллінгтоні та 3 почесні консульства (в Окленді, Крістчерчі та Данедіні). - Нова Зеландія має посольство в Римі . - Нова Зеландія мала великі сили в Італії під час Другої світової війни, і протистояла югославській армії в Трієсті, тим самим звільнивши місто. - Міністерство закордонних справ і торгівлі Нової Зеландії щодо відносин з Італією [Архівовано 26 квітня 2009 у Wayback Machine.]                                                         |
| Самоа         | 25 травня 1987 року         | Обидві країни встановили дипломатичні відносини 25 травня 1987 року. |

## Міжнародні установи
Італія є частиною ООН, ЄС, НАТО, ОЕСР, ОБСЄ, КПР, СОТ, G6, G7, G8, G10, G20, Союзу Середземномор'я, Ради Європи, Центральноєвропейської ініціативи, ASEM, MEF . Італія очолює об'єднання для консенсусу та бере участь у видатних групах, які приймають рішення, таких як велика четвірка ЄС, Квінт та Контактна група .

## Дивитися також
- Дипломатична історія Другої світової війни # Італія[en]
- Міжнародні відносини Великих держав (1814–1919)
- Список дипломатичних представництв в Італії[en]
- Список дипломатичних представництв[en] Італії
- Договір Осімо[en]
- Рапальський договір
- Візові вимоги для громадян Італії[en]